# Еміль Вандервельде
Еміль Вандервальде (Émile Vandervelde; нар. 25 січня 1866, Іксель, Бельгія — пом. 27 грудня 1938, Брюссель) — бельгійський політичний діяч, правий соціаліст, один з лідерів Другого Інтернаціоналу.

## Біографія
За освітою юрист. Професор соціології Брюссельського університету (1924).
Член Бельгійської соціалістичної партії з часу її заснування у 1885 році, з середини 1890-х років її голова. 1894 року був обраний членом палати депутатів. З 1900 року голова Міжнародного соціалістичного бюро Другого Інтернаціоналу. Діяльність Вендервельде під час Першої світової війни совєцькою історіографією була оцінена як «соціал-шовіністична». 1914 року ввійшов до складу бельгійського уряду й до 1937 року неодноразово займав пости міністра закордонних справ, юстиції та інші.
Після Лютневої революції 1917 року приїздив до Росії, агітував за продовження Першої світової війни. Був представником Бельгії на Паризькій мирній конференції 1919—1920 років і підписав Версальську мирну угоду. 1922 року був присутнім на процесі правих есерів у Москві в ролі захисника. Будучи у 1925—1927 роках міністром закордонних справ, підписав Локарнський договір. Автор книжок і брошур. Декотрі з його робіт були видані в Росії в російському перекладі ще за царату. Виступав проти визнання СССР, виправдовував колональну політику Бельгії в Конго.

## Твори
- Le Parti ouvrier beige 1885—1925, Brux., 1925.